# Elewacja wentylowana
Elewacja wentylowana – rozwiązanie techniczne elewacji, charakteryzujące się tworzeniem wentylowanej pustki między zastosowanymi warstwami. Elementy składowe elewacji wentylowanej stanowią:
- zewnętrzna obudowa (w postaci płyt cementowych, kamiennych, ceramicznych, drewnianych, drewnopochodnych, tworzyw sztucznych, metali, laminatów) mocowana do rusztu;
- ruszt (wykonany z metali lub drewna) przymocowany do ścian zewnętrznych budynku;
- elementy mocujące obudowę do rusztu oraz ruszt do ścian;
- materiały izolacyjne (na przykład wełna mineralna, folia paroprzepuszczalna, wiatroizolacja).

Pomiędzy warstwami izolacyjnymi a elementami okładzinowymi zawsze powinna być pozostawiona warstwa powietrza. Konstrukcja elewacji wentylowanej powinna spełniać następujące wymagania:
- odległość pomiędzy elementami obudowy i warstwą izolacyjną lub podłożem (przestrzeń wentylowana) powinna wynosić o najmniej 20 mm. Przestrzeń ta może być zmniejszona lokalnie o 5-10 mm;
- powierzchnia przekroju szczeliny wentylacyjnej u dolnej części budynku oraz przy krawędzi dachu powinna wynosić nie mniej niż 50 cm2 na metr bieżący długości.

Elewacje wentylowane należy projektować i wykonywać zgodnie z warunkami technicznymi wykonania i odbioru elewacji wentylowanych. Do obrotu w budownictwie należy stosować systemy elewacyjne posiadające aktualną Europejską Ocenę Techniczną lub Aprobatę Techniczną.